# 鎌倉昇
鎌倉 昇（かまくら のぼる、1924年8月29日 - 1969年7月7日）は、日本の経済学者。

## 生涯
大阪市東区生まれ。1944年大阪商科大学高等商業部卒、東洋紡績入社、兵役を経て、1950年京都帝国大学経済学部卒業。同大学大学院を経て、1953年京都大学経済学部助手、1957年助教授、1968年教授。
1962年「金融経済の構造」で京大経済学博士。学生紛争に際して、紛争解決に尽力した。44歳で死去。

## 著書
- 『価格・競争・独占』創文社 1958
- 『経済成長と計画編成』有斐閣 京都大学総合経済研究所研究叢書 1958
- 『金融経済の構造』創文社 経済発展研究会叢書 1959
- 『株入門 現代資本主義を動かすもの』講談社現代新書 1965
- 『日本経済論』有斐閣双書 1965
- 『消費者ローン 流通革命を支えるもの』中公新書 1966
- 『経済生活を動かすもの 常識的物価論を是正する』講談社現代新書 1967
- 『社会人のための近代経済学』日本経済新聞社 1967
- 『再編成期の企業戦略 中堅企業が生き抜く道』実業之日本社 1968
- 『日本の金融政策』東洋経済新報社 1969
- 『現代企業論』経済学全集 筑摩書房 1973

### 共編著
- 『国民所得と資源』市村真一共著 弘文堂 1951
- 『演習近代経済学』全3巻 篠原三代平共編 有斐閣 1964
- 『金融経済講座』全4巻 館龍一郎共編 東洋経済新報社 1968
- 『現代の産業社会 名著で考える』武山泰雄共編 ダイヤモンド社 エグゼクティブ・ブックス 1969

## 論文
- 鎌倉昇「見返資金についての一註解」『季刊 理論経済学』第2巻第1号、JAPANESE ECONOMIC ASSOCIATION、1951年、60-62_1、ISSN 0557-109X、NAID 130004998763。
- 鎌倉昇「利子,所得及び雇傭:非有意的失業についての一考察」『経済論叢』第67巻第6号、京都大學經濟學會、1951年6月、81-111頁、doi:10.14989/132225、ISSN 00130273、NAID 120002690351。
- 鎌倉昇「我国国民経済計算表の分析:社会会計の適用とその限界」『季刊 理論経済学』第3巻第2号、日本経済学会、1952年、120-126頁、doi:10.11398/economics1950.3.2_120、ISSN 0557-109X、NAID 130006936999。
- 鎌倉昇「シュンペーターの資本主義論」『経済論叢』第71巻第5号、京都大學經濟學會、1953年5月、23-43頁、doi:10.14989/132299、ISSN 00130273、NAID 120002690421。
- 鎌倉昇「会計学と経済学との交渉」『経済論叢』第73巻第2号、京都大學經濟學會、1954年2月、91-105頁、doi:10.14989/132344、ISSN 00130273、NAID 120002690463。
- 鎌倉昇「アメリカの証券金融:証券投機とコール・マネー」『経済論叢』第81巻第3号、京都大學經濟學會、1958年3月、doi:10.14989/132606、ISSN 00130273、NAID 120002690700。
- 鎌倉昇「オプションと逆指値:アメリカの証券投機」『経済論叢』第82巻第1号、京都大學經濟學會、1958年7月、doi:10.14989/132628、ISSN 00130273、NAID 120002690718。
- 鎌倉昇「外部節約について:経済成長の一側面」『経済論叢』第83巻第3号、京都大學經濟學會、1959年1月、169-184頁、doi:10.14989/132670、ISSN 0013-0273、NAID 120002690752。
- 鎌倉昇「ベルヌーイの効用指標:選択理論の最近における発展-1-」『経済論叢』第96巻第6号、京都大學經濟學會、1965年12月、doi:10.14989/133095、ISSN 00130273、NAID 120002691117。
- 鎌倉昇「物の流れと資金の流れ:計量のための一覚え書〔産業資金需給見通し〕」『経済論叢』第100巻第3号、京都大學經濟學會、1967年9月、116-131頁、doi:10.14989/133211、ISSN 00130273、NAID 120002691223。
- 経済学会「故鎌倉昇教授略歴・著作目録」『経済論叢』第104巻第3号、京都大學經濟學會、1969年9月、84-94頁、ISSN 00130273、NAID 120002691381。